# Výheň
Výheň je malá vesnice, část obce Netřebice v okrese Český Krumlov. Nachází se asi 1,5 km na východ od Netřebic. Prochází tudy železniční trať České Budějovice – Summerau; ve Výhni je zastávka. Je zde evidováno 38 adres. Výheň patří do římskokatolické farnosti Kaplice.
Výheň leží v katastrálním území Dlouhá o výměře 5,35 km².

## Historie
První písemná zmínka o vesnici pochází z roku 1358.

## Pamětihodnosti
- Koněspřežní dráha - část náspu s klenutým propustkem, násep, propustek.[5]

## Osobnosti
- Josef Jílek (duchovní)